# Státní hranice Chorvatska

Mapa sporné hranice se Slovinskem

Státní hranice Chorvatska v podobě, jakou mají dnes, byly stanoveny převážně při vzniku svazové republiky po druhé světové válce, krátký úsek hranice se Slovinskem na Istrii pak byl stanoven po rozdělení terstského státu. Chorvatsko, tak jak existuje nyní, bylo koncipováno jako útvar spojující převážné části území někdejších celků Chorvatska-Slavonska, Dalmácie, Rijeky a Istrie, k nimž dále přistoupily jižní Baranja a téměř celé Mezimuří a podle toho vypadá značná část hranice, kopírující hranice těchto celků z doby Rakouska-Uherska, což se především týká úseku hranice Chorvatska s Bosnou a Hercegovinou. Hranice Chorvatska s Bosnou a Hercegovinou je převážně historická a jedná se o hranici, která byla starou zemskou hranicí buď mezi někdejším Chorvatskem-Slavonskem a Bosnou a Hercegovinou, či mezi Dalmácií a Bosnou a Hercegovinou. Při vzniku svazových republik však byly, oproti historickému průběhu, na některých místech provedeny menší změny (často podobného rozsahu, jako na hranici mezi Českou republikou a Slovenskem roku 1997), přičemž největší změny jsou patrné na hranici u Bihaće a u řeky Uny, kdy k Bosně a Hercegovině přešly vesnice Baljevac, Mali Baljevac, Mali Skočaj, Međudražje, Veliki Skočaj a Zavalje; naopak do Chorvatska byly začleněny bosenské vesnice u řeky Uny: Begluci, Bušević, Doni Štrbci, Gornji Štrbci a Kestenovac. Historický průběh má také úsek hranice Chorvatska se Slovinskem mezi slovinskou vesnicí Presika až k bodu, kde se stýká chorvatská hranice s hranicemi slovinských katastrálních území Zabiče a Snežnik, vedoucí po staré hranici se Štýrským vévodstvím a Kraňskem. 
Celá hranice s Maďarskem byla definitivně stanovena po první světové válce Trianonskou mírovou smlouvou ze 4. června 1920, jako hranice mezi Maďarskem a Královstvím Srbů, Chorvatů a Slovinců, přičemž hranice v blízkosti řeky Drávy se téměř shoduje s relevantními úseky historické hranice mezi Chorvatsko-Slavonskem a Uhrami, zatímco zbytek chorvatsko-maďarské hranice byl tehdy stanoven zcela nově, bez ohledu na jakékoliv hranice historické.
Zcela novodobá je dále hranice se Srbskem (stanovená po druhé světové válce), která na jihu půlí území Sremu a poté kopíruje historickou hranici mezi Baranjou a Bačkou, a některé úseky hranice se Slovinskem, především úsek půlící historické území Istrie (rovněž stanovený až po druhé světové válce). 
Chorvatsko má celkem 5 sousedů:
- Slovinsko (sever) – 546 km
- Maďarsko (severovýchod) – 329 km
- Srbsko (severovýchod) – 241 km
- Bosna a Hercegovina (východ) – 932 km
- Černá Hora (jih) – 14 km

Chorvatsko vede od roku 1991 hraniční spory se Slovinskem a Srbskem. Chorvatsko-slovinský se týká námořní a části pozemních hranic (údolí řeky Dragonja). Slovinsko v současnosti nemá přístup do mezinárodních vod kvůli Chorvatsku, které si na území dělá též nároky. Spor Slovinsko využilo k pozastavení přijímacích řízeních Chorvatska do Evropské unie. K vyřešení sporu byl povolán i nositel Nobelovy ceny za mír Martti Ahtisaari.. Chorvatsko-srbský spor se týká hranice podél Dunaje, kdy srbská strana uznává střed řeky, zatímco chorvatská strana striktně historicky stanovené katastrální hranice příhraničních sídel, přičemž si ani jedna strana nečiní nárok na území tzv. Liberlandu, nacházejícího se na historicky uherské půdě.